# Patricia Guasp Barrero
Patricia Guasp Barrero (Palma, 31 de desembre de 1977) és una jurista i expolítica espanyola, que va ser portaveu política de Ciutadans el 2023 i membre del Parlament de les Illes Balears entre 2019 i 2023, a més de coordinadora autonòmica del partit a les Illes Balears.

## Biografia
Nascuda el 31 de desembre de 1977, a Palma de Mallorca, és llicenciada en Dret per la Universitat Complutense de Madrid i va realitzar un màster en Dret de la Unió Europea ] a la Universitat Lliure de Brussel·les. Va començar a treballar al Comitè Europeu de les Regions a Brussel·les amb pràctiques remunerades. Va continuar la seva carrera al departament jurídic del Servei de Salut de Balears, va tornar a treballar en l'àmbit de la UE com a assessora de polítiques per al Parlament Europeu i per al govern de les Illes Balears i va estar més tard al servei de la consultora PwC, en què, després d'un breu parèntesi de nou al Govern balear com a assessora d'assumptes europeus, es va integrar com a jurista, ja que està en excedència per la seva dedicació a la política.
Es va postular a la llista de Ciutadans per a les eleccions autonòmiques balears de maig de 2019 en el segon lloc, sent triada per la circumscripció de Mallorca. El 28 de setembre de 2020 va ser nomenada líder de la secció regional de Ciutadans en substitució de Joan Mesquida.
Abans de la VI Assemblea General de Ciutadans, va anunciar una llista conjunta amb Adrián Vázquez com a candidat a secretari general i ella mateixa per al càrrec de portaveu polític. Va rebre el suport de diversos membres de l'anterior direcció, com Inés Arrimadas, Begoña Villacís i Carlos Carrizosa. Finalment, la llista que encapçalava va resultar vencedora, per la qual cosa Guasp es va convertir en la nova portaveu nacional del partit. primàries de Ciutadans. A més, va donar a entendre en una entrevista que es presentaria a les primàries per concórrer com a cap de llista de Ciutadans a les eleccions generals.
Va encapçalar la candidatura de Ciutadans a les eleccions al Parlament Balear de maig de 2023, però no va aconseguir revalidar el seu escó com a diputada regional.
El 20 d'agost del 2023 anuncia la seva sortida de la política.